# Clive Burr
Clive Burr (8. března 1957, East Ham, východní Londýn – 13. března 2013) byl britský bubeník. Byl znám především jako člen heavymetalové skupiny Iron Maiden, ale hrál i v několika dalších skupinách.

## Kariéra
V roce 1979 se stal členem skupiny Iron Maiden, kam přišel ze skupiny Samson. Podílel se na třech albech skupiny: Iron Maiden (1980), Killers (1981) a průlomovém The Number of the Beast (1982).
Od Iron Maiden odešel roku 1982 kvůli vnitřním konfliktům se Stevem Harrisem. Nahradil ho Nicko McBrain. Podílel se na skladbě „Gangland“ pro The Number of the Beast. Jeho další skladba „Total Eclipse“ byla přidána jako b-strana singlu „Run to the Hills“ a později vyšla na remasterované CD tohoto alba.
Po odchodu z Iron Maiden hrál krátce ve francouzské kapele Trust, kde si vyměnil bicí s McBrainem, a krátce hrál v americké skupině Alcatrazz. Objevil se i v krátkodobě fungující skupině Gogmagog, kde zpíval Paul Di'Anno, bývalý zpěvák Iron Maiden a na kytaru hrál jejich budoucí kytarista Janick Gers. Založil si také vlastní kapelu známou jako Clive Burr's Escape (později Stratus) spolu s bývalými kolegy z Praying Mantis, ale vydali jen jedno album a rozpadli se. Poté se připojil k Dee Sniderovi z Twisted Sister a dali dohromady skupinu Desperado, která se nikdy naplno nerozvinula kvůli neshodám s nahrávací společností. V 90. letech hrál s britskými kapelami Praying Mantis a Elixir, ale nestal se členem ani jedné z nich.
Lékaři mu v roce 1994 diagnostikovali roztroušenou sklerózu, jejíž léčba ho přivedla do značných dluhů. Iron Maiden uspořádali sérii charitativních koncertů a zapojili se do založení nadace pro financovaní výzkumu roztroušené sklerózy „Clive Burr MS Trust Fund“. On sám byl do konce svého života připoután na invalidním vozíku.
Stal se také patronem charitativního spolku Clive Aid, založeného roku 2004. Clive Aid pomáhá shromažďovat finance na programy léčby rakoviny a roztroušené sklerózy organizováním koncertů po celém světě.
Londýnské Hard Rock Cafe získalo roku 2005 bicí s jeho podpisem.
Zemřel ve spánku v roce 2013 ve věku šestapadesáti let.

## Styl bubnování
Bruce Dickinson ho považoval za "...nejlepšího bubeníka, jakého kdy kapela měla. To nic neubírá na Nickovi. Technicky vzato je Nicko pravděpodobně mnohem schopnější bubeník než Clive. Jde jen o to, že Clive měl ten neuvěřitelný cit, a to se nedá naučit, a lituji, že nedostal více času, aby se pokusil vyřešit sám sebe." V dubnu 2024 Dickinson přirovnal hostujícího bubeníka Iron Maiden  Simona Dawsona k Burrovi, protože má ten cit. Má všechny stejné vlivy a všechno.
Adrian Smith také ocenil jeho schopnost bubnování. "Clive byl skvělý bubeník, bubeník typu Iana Paice, stálý a pevný s příjemným citem pro všechno."
Ovlivnil mnoho bubeníků, převážně thrashmetalových jako Dave Lombardo, Charlie Benante, Lars Ulrich, Paul Bostaph, Jason Bittner.

## Nástroje
Na dvou albech s Iron Maiden hrál na bubny značky Ludwig a činely Paiste. Jeho nejznámější soupravou byly bicí Tama, které používal v roce 1982 na Beast on the Road Tour.

## Diskografie

### Iron Maiden
- Iron Maiden (1980)
- Killers (1981)
- The Number of the Beast (1982)

### Trust
- Trust (1983)
- Man’s Trap (1984)
- The Best of (1997)

### Stratus (později Escape)
- Throwing Shapes (1984)

### Gogmagog
- I Will Be There (EP) (1985)

### Elixir
- Lethal potion (1990)
- Sovereign Remedy (2004)

### Desperado
- Desperado (1991)
- Bloodied, But Unbowed (1996)

### Praying Mantis
- Captured Alive in Tokyo City (1996)
- Demorabilia (1999)